# 嚴嶋関右エ門 (1756年生)
嚴嶋 関右エ門（いつくしま せきえもん、1756年（宝暦6年） - 1794年（寛政6年）6月16日（旧暦5月19日））は、讃岐国多度郡（現：香川県善通寺市）出身の元大相撲力士。本名は三崎と伝わっているが、詳細は不明である。

## 来歴
1756年（宝暦6年）に讃岐国多度郡（現：香川県善通寺市）の筆ノ山（現在の善通寺市内）の麓にある牛飼いの家に生まれる。幼少期より並外れた怪力で、通行人を待ち受けては相撲を取ったり、俵を担いできた人を抱いて弘田川を渡ったりしたと伝えられている。当初は朝日山部屋（大坂相撲）に入門し、丸亀藩の抱え力士として1779年10月場所で初土俵を踏んだ。1781年3月場所で東二段目（現在の十両）10枚目へ昇進するが、その後は不振により勝ち越しが一度も無かった。また、当時の記録の散佚によって長く十両の地位に甘んじた後、1792年3月場所でようやく新入幕を果たした。それでもこの場所を3勝4敗1無2休で終えると二段目へ再降格、その後は幕内へ復帰することなく、1794年（寛政6年）5月19日に現役のまま死去、36歳没。
厳嶋の死から40年が経過した1834年、同じ讃岐国出身かつ丸亀藩の抱え力士だった嚴嶋関右エ門が同名で初土俵を踏んだが、前頭3枚目までの昇進に留まり、現役中に入水自殺した。その後、「厳嶋」の四股名は止め名とされ、2019年までに名乗った力士は存在しない。